# Малышев, Фёдор Михайлович
Фёдор Миха́йлович Ма́лышев (род. 1952, Вязовая, Горьковская область) — российский математик, доктор физико-математических наук (1999), ведущий научный сотрудник Математического института им. В. А. Стеклова РАН.

## Краткая биография
Окончил Копылихинскую школу Уренского района, заочную математическую школу МГУ им. Ломоносова, механико-математический факультет МГУ (1974, кафедра алгебры) и аспирантуру Математического института им. В. А. Стеклова Академии наук СССР (1977). До 1979 года работал там же.
Кандидатская диссертация (физико-математические науки, 01.01.03): «О классификации комплексных однородных пространств полупростых групп Ли» (1977).
Докторская диссертация (физико-математические науки, 1999).
С 1979 по 2012 годы — на военной службе, полковник. Доцент, затем профессор Института криптографии, связи и информатики Академии ФСБ.
С 2012 года — ведущий научный сотрудник Математического института им. В. А. Стеклова РАН. Также с 2004 года — профессор кафедры фундаментальной и прикладной математики Института информационных наук и технологий безопасности РГГУ, читает курсы лекций по фундаментальной и прикладной математике. Главный научный сотрудник Академии криптографии России.

## Области исследования
Сфера научных интересов — алгебраические и топологические структуры на дискретных множествах, экстремальные задачи комбинаторики и теории графов, конечные группы подстановок, теоретическая криптография.
Общее число публикаций — более 100.

## Достижения
Предложил геометрический подход к решению некоторых задач дискретной природы:
- доказана ограниченность числа инвариантных дифференциалов высших порядков от нескольких функций одной переменной;
- сформулирована оптимизационная задача, отвечающая неравенству Брунна — Минковского; определены базисные подмножества рекуррентных последовательностей;
- оценено число единиц в булевых аналогах треугольника Паскаля;
- получены новые семейства жёстких алгебр Ли;
- получены классификационные теоремы для {\displaystyle (v,k)}-конфигураций;
- дана нижняя оценка энгелевых алгебр Ли с двумя образующими;
- получены классификационные теоремы для комплексных однородных пространств полупростых групп Ли;
- доказана порождаемость знакопеременной группы подстановок на декартовом произведении конечных множеств образующими, изменяющими ограниченное число компонент;
- получена классификация вещественных двумерных алгебр;
- предложены способы моделирования равновероятных комбинаторных объектов.